# Połom Duży
Połom Duży est une localité polonaise de la gmina de Nowy Wiśnicz, située dans le powiat de Bochnia en voïvodie de Petite-Pologne.